# Iselin Solheim
Iselin Løken Solheim, nota semplicemente come Iselin Solheim (Naustdal, 20 giugno 1990) è una cantautrice norvegese.
Dopo anni di gavetta e studi della musica, ha raggiunto la fama nel 2015, collaborando come voce (non accreditata) al pluripremiato singolo Faded del connazionale disc jockey Alan Walker.

## Biografia
Influenzata dal mondo della musica sin da piccola, si forma come cantautrice nel 2009 alla scuola "Sandefjord folkehøyskole" di Sandefjord  e nel 2010 al "The Institute for Performing Arts" di Liverpool.
Dopo gli studi si trasferisce nella capitale norvegese Oslo e debutta ufficialmente nell'industria musicale col suo primo brano da solista, Coloured Sky, pubblicato attraverso il suo account sul sito di streaming SoundCloud. Il suo singolo di debutto totalmente in inglese What's Happening esce due anni dopo, sotto l'etichetta discografica Bisi Music. Si afferma nelle scene della Scandinavia poi nel 2013 con The Wizard of Us, che gode di una serie di rappresentativi premi tra cui il "Song of the Week" dalla stazione radio nazionale Radio Norge.
Nel 2015 collabora con il dj Alan Walker e registra la traccia vocale del singolo Faded, che si rivela una hit mondiale e raggiunge la vetta di tutte le classifiche. I due si esibiscono in giro per l'Europa nei mesi successivi in tour fino a permettere a Iselin Solheim di dominare il palco dell'Arena di Verona il 7 giugno 2016, in occasione della decima edizione degli italiani Wind Music Awards. I due incidono nuovamente insieme il singolo Sing Me to Sleep, che Walker definisce un "follow-up" di Faded per il quale ha perciò richiesto lo stesso produttore e la stessa vocalist.

## Discografia

### Singoli

#### Come artista principale
- 2012 - What's Happening
- 2013 - The Wizard of Us
- 2013 - Oracle
- 2015 - Giants
- 2016 - Listen

#### Come collaborazione
- 2013 - Usynlig (con Cir.Cuz)

### Crediti di produzione
- 2015 - Faded (Alan Walker, vocale)
- 2016 - Sing Me to Sleep (Alan Walker, vocale)